# 정재은 (뮤지컬 배우)
정재은(1989년 12월 13일~ )은 대한민국의 뮤지컬 배우이자 영화 배우이자 대학교수이다.
동국대학교 영상대학원 공연예술학과 석사 과정을 마치고 박사과정 중이다. 

## 출연작

### 영화
- 2018년 영화 《사탄:휴게소》 - 지호 역
- 2024년 영화 《뮤지컬 ─ 영웅》 ... 설희 역

### 뮤지컬
- 2012년 뮤지컬 《닥터 지바고》 ...  앙상블 역
- 2013년 뮤지컬 《몬테크리스토》 ... 메르세데스 역
- 2014년 뮤지컬 《해를 품은 달》... 연우 역
- 2014년 뮤지컬 《태양왕》 ... 마리 역
- 2015년 뮤지컬 《All Shook Up》 ... 나탈리 역
- 2016년 뮤지컬 《더 언더독》 ... 마르티스 역
- 2017년 뮤지컬 《영웅》 ... 설희 역
- 2017년 뮤지컬 《찌질의 역사》 ... 설하 역
- 2017년 뮤지컬 《햄릿:얼라이브》 ... 오필리어 역
- 2018년 뮤지컬 《도그파이트》 ... 로즈 역
- 2018년 뮤지컬 《바넘:위대한 쇼맨》 ... 채어리 바넘 역
- 2019년 뮤지컬 《영웅》 ... 설희 역
- 2019년 뮤지컬 《블루 사이공》 ... 후엔 역
- 2019년 뮤지컬 《모든 순간이 너였다》 ... 하현 역
- 2020년 뮤지컬 《스웨그에이지:외쳐, 조선!》 ... 진 역
- 2021년 뮤지컬 《폭풍의 언덕》
- 2021년 뮤지컬 《문 스토리》
- 2022년 뮤지컬  《영웅》 ... 설희 역
- 2023년 뮤지컬 《영웅》 ... 설희 역
- 2024년 뮤지컬 《영웅》 ... 설희 역

### 연극
- 2021년 연극 《폭풍의 언덕》
- 2022년 연극 《두 교황》
- 2023년 연극 《슈만》

## 학력
- 동국대학교 연극영화학과 (졸업)
- 동국대학교 영상대학원 공연예술학과 (졸업)
- 동국대학교 공연예술학과 (박사과정)